# Daszkauka (stacja kolejowa)
Daszkauka (biał. Дашкаўка; ros. Дашковка) – stacja kolejowa w miejscowości Daszkauka, w rejonie mohylewskim, w obwodzie mohylewskim, na Białorusi. Położona jest na linii Orsza - Mohylew - Żłobin.
Stacja istniała przed II wojną światową.